# 港灣人工島
港灣人工島是位於日本兵庫縣神戶市中央區的人工島。1981年建成（第1期工程），面積443公頃，當時為世界最大的人工島。北側透過神戶大橋、Portpia大橋、神戶港港島隧道與本州陸地上的神戶市中心連接，南側透過神戶天空橋與神戶機場人工島連接。島上建有港灣人工島線做為聯外鐵道。
|               | 動工時間           | 竣工時間           | 總面積           | 町名           |
| ------------- | ------------------ | ------------------ | ---------------- | -------------- |
| 第1期（北部） | 1966年（昭和41年） | 1981年（昭和56年） | 4.43 km2 (443ha) | 港島中町・港島 |
| 第2期（南部） | 1987年（昭和62年） | 2010年（平成22年） | 3.90 km2 (390ha) | 港島南町・港島 |

島內除了神戶港的港埠設施之外，主要包括神戶會展中心、神戶動物王國、港異人館、神戶女子大學港灣人工島校區、神戶學院大學等。超級電腦「京」所在的理化學研究所計算科學研究中心亦坐落於島上，港灣人工島線最靠近該中心的一站便以此命名為「京電腦前站」。

## 町名
港島（みなとじま，Minatojima）
海岸沿線（南岸除外）
港島中町（みなとじまなかまち，Minatojima Nakamachi）
北部（海岸沿線除外）
港島南町（みなとじまみなみまち，Minatojima Minamimachi）
南部（東岸除外）

## 關連項目
- 港灣人工島線
- 神戶港
- 六甲人工島（神戶市內另一座大型人工島）
- 港島4大學

34°40′N 135°13′E / 34.667°N 135.217°E